# Eishockey-Europapokal 1975/76
Der Eishockey-Europapokal in der Saison 1975/76 war die elfte Austragung des gleichnamigen Wettbewerbs durch die Internationale Eishockey-Föderation IIHF. Der Wettbewerb begann im November 1975; das Finale wurde im Dezember 1977 ausgespielt. Insgesamt nahmen 16 Mannschaften teil. Der ZSKA Moskau gewann nach einjähriger Pause zum insgesamt siebten Mal den Titel.

## Modus und Teilnehmer
Die Landesmeister des Spieljahres 1974/75 der europäischen Mitglieder der IIHF waren für den Wettbewerb qualifiziert. Der Wettbewerb wurde im K.-o.-System in Hin- und Rückspiel ausgetragen. Der ZSKA Moskau und der TJ Sokol Kladno waren dabei für das Halbfinale gesetzt.
| - SG Cortina d’Ampezzo - ATSE Graz - Tilburg Trappers - Düsseldorfer EG - SHC Saint Gervais - SC Bern - IF Frisk Asker - Ferencváros Budapest | - Gladsaxe SF Kopenhagen - ZSKA Sofia - HK Olimpija Ljubljana - SG Dynamo Weißwasser - Tappara Tampere (gesetzt für die 2. Runde) - Brynäs IF Gävle (gesetzt für die 2. Runde) - TJ Sokol Kladno (gesetzt für das Halbfinale) - ZSKA Moskau (gesetzt für das Halbfinale) |

## Turnier

### 1. Runde
|                        |                       | Gesamt                    | 1. Spiel                  | 2. Spiel                  |
| ---------------------- | --------------------- | ------------------------- | ------------------------- | ------------------------- |
| SC Bern                | Ferencváros Budapest  | 11:7                      | 5:2                       | 6:5                       |
| SG Cortina d’Ampezzo   | Düsseldorfer EG       | 4:13                      | 3:1                       | 1:12                      |
| Tilburg Trappers       | HK Olimpija Ljubljana | 5:8                       | 4:3                       | 1:5                       |
| ATSE Graz              | SHC Saint Gervais     | Saint-Gervais verzichtete | Saint-Gervais verzichtete | Saint-Gervais verzichtete |
| ZSKA Sofia             | SG Dynamo Weißwasser  | 1:19                      | 0:8                       | 1:11                      |
| Gladsaxe SF Kopenhagen | IF Frisk Asker        | 2:19                      | 2:7                       | 0:12                      |

### 2. Runde
|                 |                       | Gesamt                | 1. Spiel              | 2. Spiel              |
| --------------- | --------------------- | --------------------- | --------------------- | --------------------- |
| SC Bern         | ATSE Graz             | 12:4                  | 4:1                   | 8:3                   |
| IF Frisk Asker  | SG Dynamo Weißwasser  | 4:20                  | 3:6                   | 1:14                  |
| Düsseldorfer EG | HK Olimpija Ljubljana | Ljubljana verzichtete | Ljubljana verzichtete | Ljubljana verzichtete |
| Tappara Tampere | Brynäs IF Gävle       | Gävle verzichtete     | Gävle verzichtete     | Gävle verzichtete     |

### 3. Runde
|                      |                 | Gesamt | 1. Spiel | 2. Spiel |
| -------------------- | --------------- | ------ | -------- | -------- |
| SC Bern              | Düsseldorfer EG | 7:11   | 6:3      | 1:8      |
| SG Dynamo Weißwasser | Tappara Tampere | 2:6    | 2:3      | 0:3      |

Ein Freilos für die dritte Runde erhielten  TJ Sokol Kladno und  ZSKA Moskau.

### Halbfinale
| 6. April 1977 | Düsseldorfer EG | 5:8 (0:2, 2:5, 3:1) | TJ Sokol Kladno | Eisstadion an der Brehmstraße, Düsseldorf Zuschauer: nicht bekannt |

| 7. April 1977 | Düsseldorfer EG | 3:4 (0:1, 3:2, 0:1) | TJ Sokol Kladno | Eisstadion an der Brehmstraße, Düsseldorf Zuschauer: nicht bekannt |

| 24. August 1977 | Tappara Tampere Jukka Porvari (9:56) Juha Silvennoinen (48.) | 2:1 (1:0, 0:1, 1:0) | ZSKA Moskau Waleri Charlamow (38:45) | Tampereen Jäähalli, Tappara Zuschauer: 3.654 |

| 25. August 1977 | Tappara Tampere Jukka Hirsimäki (20.) Martti Jarkko (41:34) Pertti Ansakorpi (49:37) Pertti Ansakorpi (53:04) | 4:5 (1:2, 0:2, 3:1) | ZSKA Moskau Wladimir Wikulow (7.) Boris Michailow (19.) Waleri Charlamow (21.) Alexander Woltschkow (37:34) Wjatscheslaw Anissin (43:34) | Tampereen Jäähalli, Tampere Zuschauer: 4.506 |

|  | Pekka Marjamäki Jukka Alkula | 2:4 Penaltyschießen | Waleri Charlamow Boris Michailow Sergei Babinow Boris Alexandrow |  |

### Finale
| 7. Dezember 1977 | TJ Sokol Kladno | 0:6 (0:1, 0:3, 0:2) Spielbericht | ZSKA Moskau Boris Michailow (9.) Helmuts Balderis (22.) Waleri Charlamow (27.) Waleri Charlamow (33.) Wladimir Wikulow (42.) Alexander Lobanow (53.) | Městský zimní stadion, Kladno Zuschauer: 5.500 |

| 9. Dezember 1977 | ZSKA Moskau Boris Michailow (14.) Sergei Babinow (20.) Helmuts Balderis (48.) Boris Alexandrow (54.) | 4:2 (2:1, 0:0, 2:1) Spielbericht | TJ Sokol Kladno Jiří Kopecký (8.) Milan Nový (41.) | Sportpalast Sokolniki, Moskau Zuschauer: 6.000 |

Bester Torschütze des Wettbewerbs wurde Rolf Bielas von der SG Dynamo Weißwasser, der insgesamt sieben Tore erzielte.

## Siegermannschaft
| Europapokalsieger ZSKA Moskau | Torhüter: Wladislaw Tretjak Verteidiger: Sergei Babinow, Wjatscheslaw Fetissow, Alexander Gussew, Wladimir Luttschenko, Alexei Woltschenkow, Gennadi Zygankow Angreifer: Boris Alexandrow, Wjatscheslaw Anissin, Helmuts Balderis, Waleri Charlamow, Sergei Kapustin, Alexander Lobanow, Boris Michailow, Wladimir Petrow, Wladimir Wikulow, Alexander Woltschkow Trainerstab: Wiktor Tichonow, Juri Moissejew, Wiktor Kuskin |